# Ilirij
Ilirij (grško: Ιλλυριός [Illiriós]), oseba iz antične grške mitologije, ilirski vladar in eponimni prednik vseh ilirskih ljudstev.

## Predniki

### Kadem in Harmonija
Apolodor Atenski v svoji Biblioteki pravi, da je bil Ilirij najmlajši sin grško-feničanskega kralja  Kadma in boginje Harmonije, ki je vladal v Iliriji in postal prednik vseh ilirskih ljudstev. Ilirij se je še posebno izkazal na strani Enhelejcev na vojnem pohodu proti Ilirom.

### Polifem in Galateja
Apijan v svojih Ilirskih vojnah piše, da je bil Ilirij sin kiklopa Polifema in njegove žene Galateje. Imel je brata Kelta in Gala. Vsi Polifemovi otroci so se izselili s Sicilije in postali predniki Ilirov, Keltov in Galcev. Polifemovo rodoslovje, ki se je ohranilo v Apijanovem delu, so najverjetneje sestavili antični grški ustanovitelji Epidamna iz Korinta in Krfa.

## Potomci
Ilirij je imel šest sinov in tri hčerke, katerih imena so povezana z določenimi ilirskimi plemeni:

### Sinovi
- Enhelej (Εγχελέα) z Enhelejci,
- Avtarij (Αυταριέα) z Avtarijati,
- Dardan (Δάρδανον) z Dardanci,
- Medon (Μαίδον),
- Tavlant  (Ταυλαντά) s Tavlanti in
- Perheb (Περραιβόν) s Perhebi.

### Hčerke
- Parta (Πάρθω) s Partini,
- Daorta (Δαορθώ) z Daorsi in
- Dasara (Δασσαρώ) z Dasareti.

### Vnuki
- Panonij ali Peon (Avtarijatov sin) s Panonci.

### Prapravnuki
- Skordisk (Panonijev sin) s Skordiski
- Tribal (Panonijev sin) s Tribali.